# Suisse au Concours Eurovision de la chanson 2019
La Suisse est l'un des quarante et un pays participants du Concours Eurovision de la chanson 2019, qui se déroule à Tel-Aviv en Israël. Le pays est représenté par le chanteur Luca Hänni et sa chanson She Got Me, sélectionnés en interne par le diffuseur suisse SRG SSR. Le pays termine en 4e position lors de la finale, recevant 364 points.

## Sélection
Le pays confirme sa participation à l'Eurovision 2019 le 15 mai 2018. Le 19 juillet 2018, le diffuseur annonce que plutôt que de reconduire l'émission Die grosse Entscheidungsshow, une sélection interne sera utilisée.
La chanson qui représentera le pays est ainsi sélectionnée grâce à deux jurys. Le premier est composé de 100 spectateurs suisses et le second est composé de 21 experts internationaux.
Le 7 mars 2019, il est finalement annoncé que Luca Hänni représentera la Suisse à l'Eurovision 2019 avec sa chanson She Got Me.

## À l'Eurovision
La Suisse participe à la deuxième demi-finale, le 16 mai 2019. Arrivant en 4e place avec 232 points, le pays se qualifie pour la finale pour la première fois depuis 2014. En finale, la Suisse arrive 4e avec 364 points. C'est le meilleur classement du pays depuis 1993.